# Gradients de diffusion en couches minces
Pour les articles homonymes, voir DGT.
L'utilisation de gradients de diffusion en couches minces (diffusive gradients in thin films, ou DGT) est une technique utilisée en chimie environnementale pour l'échantillonnage des éléments et composés en environnements aqueux, y compris les eaux naturelles, les sédiments et les sols. Elle est bien adaptée à la détection in situ de contaminants biodisponibles tels que les ions métalliques à l'état de traces:i-v. La technique utilise un échantillonneur passif qui contient une résine adsorbante, un gel de diffusion, et une membrane filtrante. L'élément ou le composé à analyser traverse la membrane filtrante, se diffuse à travers le gel, et s'adsorbe sur la résine à une vitesse contrôlée. L'analyse après échantillonnage de la résine d'adsorption permet ensuite de déterminer la concentration en analyte d'intérêt de la solution dans laquelle se trouvait la sonde via une simple équation.

## Histoire
La technique DGT a été développée en 1994 par Hao Zhang et William Davison au Lancaster Environment Centre de l'université de Lancaster, au Royaume-Uni. Cette technique a d'abord été utilisée pour détecter les cations métalliques dans des environnements marins, avec une résine d'adsorption Chelex-100. D'autres analyses par DGT, y compris les résultats de déploiements sur le terrain dans le détroit du Menai et dans l'Atlantique Nord, ont été publiées en 1995. La technique a été testée pour la première fois dans des sols en 1998, avec des résultats montrant que la cinétique de dissociation d'espèces labiles dans l'eau interstitielle (solution du sol) pouvait être déterminée par DGT.
Depuis, la DGT a été modifiée et étendue pour permettre l'échantillonnage, non seulement de cations métalliques, mais aussi de phosphates et autres oxoanions (V, CrVI, As, Se, Mo, Sb, W),,,,,, d'antibiotiques, de bisphénols, et de nanoparticules et plus généralement l'échantillonnage de composés organiques (pesticides, médicaments, hormones, et autres perturbateurs endocriniens). Dans ce cadre là, la technique DGT est appelé organic-DGT notée o-DGT. Elle a même été modifiée pour la prospection géochimique de l'or.

## La sonde DGT
La sonde DGT est faite de plastique, et comporte un piston et un couvercle hermétique circulaire avec une ouverture (la fenêtre DGT). Une résine adsorbante, un gel de diffusion et une membrane filtrante sont empilés sur le piston, et le couvercle est placé sur l'ensemble. Les dimensions de la sonde permettent en conditions normales de s'assurer que la résine, le gel et la membrane sont bien serrés lorsque le couvercle est ajusté:4.2.3. Les dimensions des couches peuvent varier en fonction de paramètres environnementaux tels que la vitesse d'écoulement de l'eau testée:4.2.1 , une sonde standard fait environ 2 cm de diamètre avec une épaisseur de gel d'un millimètre.

## Principes opératoires

### Déploiement
Les sondes DGT peuvent être directement déployées dans des milieux aqueux, tels que les eaux naturelles, les sédiments et les sols. Dans les eaux rapides, la surface opératoire de la sonde doit être placée perpendiculairement à la direction du courant, de manière à s'assurer que la couche limite de diffusion ne soit pas affectée par l'écoulement laminaire. Dans des eaux lentes ou stagnantes telles que les mares ou les eaux souterraines, le déploiement de sondes DGT avec différentes épaisseurs de gel diffusif peut permettre la détermination de la couche limite de diffusion et ainsi de remonter plus précisément à la concentration des analytes dans l'eau de déploiement:4.2.1. Les modifications de l'épaisseur du gel de diffusion peuvent aussi être utilisées pour diminuer la limite de détection.

### Analyse des résines d'adsorption
Après la récupération des sondes DGT, les résines d'adsorption peuvent être éluées par des méthodes dépendants tant de la résine utilisée que de l'analyte d'intérêt (par exemple, l'acide nitrique est utilisé pour éluer la plupart des cations métalliques des résines Chelex-100):4.2.1. L'éluant peut alors être analysé quantitativement par diverses méthodes, par exemple ICP-MS, GFAAS:4.2.1 ICP-OES, AAS, spectroscopie UV-Vis ou imagerie par densitométrie. Pour obtenir une image bi-dimensionnelle, d'une résolution inférieure au millimètre, de la distribution des analytes dans un environnement hétérogène, tels que les sédiments ou la rhizosphère, les résines récupérées après adsorption peuvent être analysées par PIXE ou LA-ICP-MS après séchage,,,.

## L'équation de la DGT
La DGT est basée sur l'application de la loi de Fick. Une fois que la masse d'un analyte a été déterminée, la concentration moyennée en temps de l'analyte dans la masse, {\displaystyle C_{DGT}}, peut être déterminée par l'application de l'équation suivante : 
{\displaystyle C_{DGT}={\frac {M\Delta g}{DtA}}\ }
où {\displaystyle M} est la masse de l'analyte sur la résine, {\displaystyle \Delta g} est l'épaisseur totale de la couche de diffusion et de la membrane filtrante, {\displaystyle D} est le coefficient de diffusion de l'analyte, {\displaystyle t} est la durée de la mesure, et {\displaystyle A} est la surface de fenêtre de DGT:Eq.2. Des techniques d'analyse plus élaborées peuvent être requises dans les cas où la force ionique de l'eau est basse et où la quantité de matière organique présente est significative.